# Médaille pour la Défense d'Odessa
La médaille pour la Défense d'Odessa (en russe, Медаль За оборону Одессы) était une décoration militaire de l'URSS, créée en 1942, pour commémorer le siège d'Odessa lors de la Seconde Guerre mondiale. Elle fut décernée à ceux qui par leur action militaire ou civile ont contribué à repousser les troupes allemandes entre le 5 août et le 16 octobre 1941, les militaires ayant participé aux combats, ainsi que les civils qui travaillaient à la construction des lignes de fortification, à la fabrication des munitions et du matériel militaire, à la prévention des incendies lors des bombardements sur la ville, à l'organisation du transport et du service d'approvisionnement, aux soins des blessés et enfants. L'auteur du design est Nikolaï Moscalev (ru).

## Historique
L'initiative d'instauration de ce type de décoration fut lancée par le Commissariat du peuple à la Défense de l'URSS en automne 1942. La date officielle de sa création est le 22 décembre 1942, en même temps que pour la médaille pour la Défense de Léningrad, la médaille pour la Défense de Sébastopol et la médaille pour la Défense de Stalingrad. La décoration était décernée par le Soviet suprême de l'Union soviétique à la présentation des documents produits par les chefs militaires ou l'administration des hôpitaux militaires, par le conseil municipal ou celui de l'oblast d'Odessa, attestant la participation et le service rendu de la personne lors des opérations militaires. Jusqu'en 1945, environ 30000 défenseurs de la ville avaient reçu cette médaille.

## Description
Médaille de forme ronde de 32 mm de diamètre. Jusqu'au 27 mars 1943 fut fabriquée en acier inoxydable, puis, en laiton. Sur l'avers se trouve le relief d'un marin soviétique (Краснофлотец, krasnoflotets) et d'un soldat de l'Armée rouge (Красноармеец, krasnoarmeets) vus du profil, armés de baïonnettes sur le fond de mer avec un phare à l'horizon. Sur le pourtour de la médaille, en bas, se trouve une couronne de laurier liée avec un ruban et une étoile au milieu. Sur le pourtour au-dessus, la description Pour la défense d'Odessa. Au verso, le symbole de la faucille et marteau sous lequel la description Pour notre patrie soviétique (За нашу Советскую Родину!). Une maille relie la médaille au ruban de soie moirée couleur olive de 24 mm de large avec une rayure bleu de 2 mm au centre. Sur le revers du ruban une épingle est fixée afin de maintenir la décoration au vêtement.

## Port de la médaille
La décoration se porte épinglée sur le côté gauche du vêtement. Parmi d'autres médailles elle se place à droite de la Médaille pour la défense de Moscou.